# Giovanni Francesco Banchieri
Giovanni Francesco Banchieri (Pistoia, 23 settembre 1694 – Roma, 18 ottobre 1763) è stato un cardinale italiano.

## Biografia
Era figlio di Pietro (il "Bambino Rospigliosi", figlio di Niccolò Banchieri e Caterina Rospigliosi) e di Juditta Cardi, nipote del cardinale Antonio Banchieri e pronipote di papa Clemente IX. Ricevette esclusivamente gli ordini minori. Fu legato pontificio di Ferrara dal febbraio 1754 al 1761. Partecipò al conclave del 1758 che elesse papa Clemente XIII.